# Festivalul Chouftouhonna
Festivalul Chouftouhonna (arabă: مهرجان شفتهن) este un festival multidisciplinar dedicat femeilor, organizat în Tunisia în fiecare an de către asociația feministă Chouf.

## Festivalul feminist
Festivalul Chouftouhonna și asociația Chouf (sau Minoritățile Chouf) urmăresc să acționeze pentru drepturile individuale, corporale și sexuale ale femeilor.  Asociația este o organizație feministă auto-gestionată, creată în 2015, o "colectivitate de activiști audio-vizuali" care folosește artele pentru a oferi femeilor din Tunisia o platformă de exprimare. Din 2015, anul înființării sale, asociația Chouf organizează anual festivalul Chouftouhonna (locul Forumului social mondial pentru anul respectiv), invitând persoanele care se identifică drept femei să se exprime prin creație artistică, să pună la îndoială conceptul de gen.

## Întâlnire multidisciplinară
Festivalul este conceput pentru a da o platformă de exprimare artistică a femeilor și revendicare a drepturilor femeilor. Acesta oferă un program multidisciplinar: arte grafice, arte vizuale, fotografie, cinematografie, dans, teatru, muzică, spectacole și citiri.  Chouftouhonna a devenit o platformă artistică și un loc pentru schimburi și întâlniri pentru artiste.

## Ediții de festivaluri
- Prima ediție a festivalului a avut loc în 2015
- 2016: a doua ediție a festivalului Chouftouhonna în perioada 13-15 mai la Espace Mad'art, Cartagina.[6]
- 2017: A treia ediție din 7-10 septembrie la Teatrul Național Tunisian, în Medina din Tunis. Această ediție a adunat 256 de participanți din 55 de țări diferite.[7]
- 2018: A patra ediție între 6 și 9 septembrie, de asemenea la Teatrul Național Tunisian. A reunit peste 150 de artiști.[4]